# Аполипопротеин M
Аполипопротеин M (апоM; англ. apolipoprotein M, apoM) — белок из семейства липокалинов, аполипопротеин плазмы крови, который входит в основном в состав липопротеинов высокой плотности. Белок играет роль в липидном транспорте. Существует 2 изоформы белка. Описан в 1999 году. Продукт гена APOM.

## Функции
96% АпоM связана с ЛПВП, причём только 5% частиц ЛПВП содержит этот белок. Кроме этого, находится также в составе ЛПНП и ЛПОНП. АпоM является переносчиком липидного медиатора сфингозин-1-фосфата в крови. Полиморфные замены T-855C и T-778C связаны с развитием ожирения в результате нарушенного регулирования ЛПВП.